# Playa de Venus
La playa de Venus, también llamada playa de la Venus, es una playa de Marbella, en la Costa del Sol de la provincia de Málaga, Andalucía, España. Se trata de una playa urbana de arena dorada y aguas tranquilas, situada en el casco antiguo de la ciudad y junto al puerto de La Bajadilla. Tiene unos 400 metros de longitud y unos 50 metros de anchura media. Es una playa con un grado de ocupación alto y con toda clase de servicios.